# Larus glaucescens
La gaviota aliglauca o gaviota de Bering (Larus glaucescens)  es una especie de ave charadriforme de la familia de las gaviotas (Laridae).  
Se reproduce desde las costas occidentales de Alaska a las costa de Washington. También cría en la costa noroeste de Alaska, en el verano. Durante las temporadas no reproductivas se pueden encontrar a lo largo de la costa de California. Es un pariente cercano de la gaviota occidental (Larus occidentalis) y con frecuencia se hibrida con ella, dando lugar a problemas de identificación, especialmente en la zona del estrecho de Puget. Se cree que viven unos 15 años. 

## Descripción
La gaviota de Bering rara vez se aleja del agua salada. Es un ave de gran tamaño, mide de 50 a 68 cm de largo y 120-150 cm de envergadura, con una masa corporal de 730-1,690 g. Su peso es de alrededor de 1.010 g en promedio. Entre las medidas estándar, la cuerda alar es del 39,2 a 48 cm, el pico es 4,6 a 6,4 cm y los tarsos de 5,8 a 7,8 cm. Tiene la cabeza, el cuello, el pecho, el abdomen y la cola blancos y de color gris perlado las alas y la parte posterior. 
Los extremos de las alas son de color blanco en la punta. Sus patas son de color rosa y el pico es de color amarillo con una mancha roja subterminal. La frente es un poco plana. Durante el invierno, la cabeza y la nuca se oscurecen. Las aves jóvenes son de color marrón o gris con picos negros, toma cuatro años para alcanzar el plumaje adulto. 
Anidan en el verano, y cada pareja cría dos o tres polluelos que abandonan el nido a las seis semanas.
Se alimenta a lo largo de la costa, hurgando en busca de animales muertos o débiles, pescados, mejillones y desechos. 
Es un vagabundo excepcionalmente raro la región del Paleártico occidental, con registros en Marruecos, las islas Canarias y más recientemente Gran Bretaña.